# Archiprezbiterat Oliveira do Bairro
Archiprezbiterat Oliveira do Bairro – jeden z 10 wikariatów diecezji Aveiro, składający się z 9 parafii:
- Parafia w Amoreira da Gândara
- Parafia w Bustos
- Parafia w Mamarrosa
- Parafia w Nariz
- Parafia w Oiã
- Parafia w Oliveira do Bairro
- Parafia w Palhaça
- Parafia w Sangalhos
- Parafia w Troviscal